# Мавлянов, Ашурбой
Ашурбой Мавлянов (1908—1969) — советский таджикский керамист.
Родился и начал работать в городе Канибадам, впоследствии переехал в Душанбе. Был народным мастером и потомственным гончаром, ремеслу научился у своего отца, также народного мастера. Был членом Союза художников Таджикской ССР, получил звание Заслуженного деятеля искусств республики.
Работал в направлении бытовой традиционной таджикской керамики разных видов, придерживался традиционных форм и методов создания керамики. Его работы, выставленные в основном в Республиканском музее историко-краеведческом и изобразительных искусств, представлены блюдами, вазами, кувшинами, чашами и хумами, богато расписанными узорами.